# إيان بيل
إيان بيل (بالإنجليزية: Ian Bill)‏ هو لاعب كرة قدم بريطاني في مركز نصف الجناح، ولد في 4 سبتمبر 1944. لعب مع نادي كوينز بارك.